# بومادران شیرازی
بومادران شیرازی، بومادران جنوبی، سرزردو (نام علمی: Achillea eriophora) نام یک گونه از سرده بومادران است.